# Vittorio Pozzo
Vittorio Pozzo (pronunție în italiană [vitˈtɔrjo ˈpottso]; n. 2 martie 1886 în Torino, Italia – d. 21 decembrie 1968 în Ponderano) a fost un fotbalist, antrenor și jurnalist italian. Este singurul antrenor care a reușit să câștige două Campionate Mondiale, cele din 1934 și 1938. Cu Italia a mai câștigat de bronz la Jocurile Olimpice de vară din 1928 și medalia de aur la Jocurile Olimpice de vară din 1936. Cu el, Italia a rămas invincibilă timp de peste patru ani, între anii 1934 și 1939, folosindu-se de tactica Metodo (2–3–2–3), prin care se crease o defensivă mai puternică și contraatacuri mai eficiente.

## Legături externe
- Statistica lui Pozzo ca antrenor la rsssf.com